# あおば出版
株式会社あおば出版（あおばしゅっぱん）は、かつて東京都新宿区にあった出版社。

## 沿革
- 1989年7月26日 - 設立。
- 2007年7月6日 - 東京地方裁判所に民事再生法を申請。負債額は13億6000万円。
- 2007年7月9日 - 東京都新宿区内で「債権者説明会」を開く。
- 2007年8月13日 - 破産手続開始のための保全管理が行われる。
- 2007年9月10日 - 破産手続開始決定。

## 雑誌
主に、動物シリーズの雑誌や単行本、および女性向けの漫画雑誌を発行する。
- ハムスター倶楽部
- ハムスペ - 版元をイースト・プレスに移した後に休刊
- さくら愛の物語 - 版元をメディアックスに移し存続
- ねこだま
- サクラミステリー
- サクラミステリーデラックス - 版元をメディアックスに移し存続
- COMICジャンク
- ヒレピン

## その他
- 社長の江尻徳照は、時事評論家・増田俊男の義弟。
- 教科書などを発行している青葉出版とは無関係である。